# Comisiones Obreras de Andalucía
Comisiones Obreras de Andalucía es una organización sindical nacional de Andalucía que está confederada con las confederaciones de CCOO de las comunidades autónomas de España, formando la Confederación Estatal de CC.OO española.
Las CCOO de Andalucía trabajan por los intereses profesionales, económicos y sociales de los trabajadores en Andalucía y son miembros de la Confederación Europea de Sindicatos (CES) y de la CIOLS. Es el primer sindicato andaluz por número de afiliados y se estructura en dos tipos de organizaciones: federaciones sectoriales y uniones provinciales.
En los años 60 CCOO estuvo presente en importantes huelgas en el sector de la vid en el Marco de Jerez, de las empresas del metal, del transporte, de la química y del textil entre otras.

## Secretarías Generales
- 1977-1983. Eduardo Saborido
- 2004-2017. Francisco Carbonero
- 2017-. Nuria López Marín